# Consiglio Nazionale per la Salvaguardia della Patria
Il Consiglio Nazionale per la Salvaguardia della Patria è la giunta militare al governo del Niger, a seguito del colpo di stato in Niger del 2023.

## Formazione

### Fine del governo Bazoum
La sera del 26 luglio 2023, il colonnello maggiore dell'aeronautica militare del Niger, Amadou Abdramane, si è recato sul canale televisivo di stato Télé Sahel per affermare che il presidente Mohamed Bazoum era stato deposto, e annunciò la formazione della giunta. Nella trasmissione, seduto e affiancato da altri nove ufficiali in uniforme, ha comunicato che le forze di difesa e di sicurezza nazionale hanno deciso all'unanimità di rovesciare il governo di Bazoum per "prevenire il deterioramento della situazione della sicurezza nazionale e il malgoverno". Ha anche annunciato la sospensione della costituzione del paese, la soppressione delle istituzioni statali, la chiusura dei confini del paese e un coprifuoco nazionale dalle 22:00 alle 05:00 fino a nuovo ordine, scoraggiando, nel mentre, qualsiasi intervento straniero.

### Sospensione dei partiti politici e sostegno dell'esercito
Il 27 luglio 2023, il colonnello Abdramane ha annunciato in televisione che tutte le attività dei partiti politici nel paese sarebbero state sospese fino a nuovo avviso. La dirigenza delle forze armate del Niger ha diffuso un comunicato, firmato dal capo di stato maggiore dell'esercito, il generale Abdou Sidikou Issa, in cui dichiara il proprio sostegno al golpe, citando la necessità di "preservare l'integrità fisica" del presidente e della sua famiglia ed evitare "uno scontro mortale che potrebbe creare un bagno di sangue e pregiudicare la sicurezza della popolazione".

## Membri
- Abdourahamane Tchiani - Presidente del Niger e Presidente del Consiglio Nazionale per la Salvezza della Patria;
- Ali Lamine Zeine - Primo Ministro
- Amadou Abdramane - Portavoce del Consiglio;
- Salifou Modi - Ambasciatore presso gli Emirati Arabi Uniti;
- Abdou Sidikou Issa - Ex-Capo di stato maggiore dell'esercito;
- Moussa Salaou Barmou - Capo di stato maggiore dell'esercito;